# 岡山県出身の人物一覧
岡山県出身の人物一覧（おかやまけんしゅっしんのじんぶついちらん）は、Wikipedia日本語版に記事が存在する岡山県出身の人物の一覧表である。

## 公人

### 政治家

#### 内閣総理大臣（首相）経験者
- 犬養毅（第29代内閣総理大臣）:備中国賀陽郡庭瀬藩（現・岡山市北区）
- 平沼騏一郎（第35代内閣総理大臣、津山藩士平沼晋の子）:津山城下南新座（現・津山市）
- 橋本龍太郎（第82・83代内閣総理大臣、元衆議院議員・橋本龍伍の長男）:東京都（橋本家父祖の地である総社市秦を出身地としていた）

#### 衆議院議長経験者
- 鳩山和夫（第6代衆議院議長、正四位勲三等）:武蔵国江戸虎門（現・東京都港区虎ノ門）（美作勝山藩（現・真庭市勝山）藩士鳩山十右衛門博房の4男として出生。幼少期に勝山で生活。第52 - 54代首相鳩山一郎の父、第105代外務大臣鳩山威一郎の祖父、第93代首相鳩山由紀夫の曾祖父）
- 木村睦男（第15代参議院議長、元運輸大臣）:阿哲郡千屋村（現・新見市千屋）
- 江田五月（第27代参議院議長、元法務大臣、元科学技術庁長官、江田三郎の長男）:上道郡財田村（現・岡山市中区）
- 岡田忠彦（第35代衆議院議長、元厚生大臣）
- 星島二郎（第47代衆議院議長、元商工大臣）:児島郡藤戸町（現・倉敷市藤戸町）

#### 参議院議長経験者
- 安井謙（第13代参議院議長、元自治大臣）:御津郡伊島村（現・岡山市北区津島。安井誠一郎の実弟）

#### 国務大臣（閣僚）経験者
- 石原幹市郎（初代自治大臣）
- 岡野清豪（元自治庁長官・元文部大臣・元通商産業大臣）:賀陽郡上足代村（現・岡山市北区）
- 小川郷太郎（元商工大臣、元鉄道大臣、元衆議院議員、元京都帝国大学経済学部長）:浅口郡里庄町
- 片山虎之助（元郵政大臣、元自治大臣、元総務庁長官、元総務大臣、参議院議員）:小田郡金浦町（現・笠岡市）
- 片山善博（元総務大臣、行政刷新会議議員、元鳥取県知事）:赤磐郡瀬戸町（現・岡山市）
- 加藤六月（元農林水産大臣、元衆議院議員）:小田郡城見村（現・笠岡市用之江）
- 小松原英太郎（元文部大臣、元農商務大臣、元貴族院議員）:御野郡青江村（現・岡山市）
- 近藤鶴代（元科学技術庁長官、元衆議院議員、日本初の女性代議士、衆議院議員の小谷節夫の妹）:阿哲郡新見町（現・新見市）
- 阪谷芳郎（大蔵大臣、東京市長、貴族院議員）:美星町（現・井原市）
- 鶴見祐輔（元厚生大臣、元衆議院議員、元参議院議員、川上郡布賀村の代官・鶴見良憲の長男）:川上郡布賀村（現・高梁市）
- 橋本龍伍（元文部大臣、元厚生大臣、元衆議院議員）:東京都（大日本麦酒元常務・橋本卯太郎の五男で父祖の地である総社市秦を出身地としていた）
- 日笠勝之（元郵政大臣、衆議院議員（のちに参議院議員））:津山市
- 平沼赳夫（元経済産業大臣、通商産業大臣、運輸大臣、衆議院議員、平沼騏一郎の養子）:出生地は東京
- 藤井勝志（元労働大臣、元衆議院議員）:井原市
- 山下貴司（元法務大臣、衆議院議員）:岡山市

#### 公選知事経験者
- 石井正弘（第14 - 17代岡山県知事、参議院議員）:上道郡光政村（現・岡山市東区政津）
- 伊原木隆太（第18・19代岡山県知事）:岡山市
- 加藤武徳（第6・7代岡山県知事）:笠岡市
- 長野士郎（第8 - 13代岡山県知事）:総社市
- 三木行治（第2 - 5代岡山県知事）:御野郡牧石村（現・岡山市北区畑鮎）
- 安井誠一郎（選挙による初代東京都知事、元衆議院議員、元参議院議長の安井謙の兄）:御津郡伊島村（現・岡山市北区津島）
- 片山善博：元鳥取県知事、赤磐郡瀬戸町（現・岡山市東区）

#### 国会議員
- 逢沢一郎（衆議院議員、元衆議院予算委員長、逢沢英雄の長男。旧岡山1区→岡山1区）:御津郡御津町
- 逢沢寛（元衆議院議員）:御津郡御津町
- 逢沢英雄（元衆議院議員、逢沢寛の次男）:御津郡御津町
- 赤木桁平（元衆議院議員、評論家）:阿哲郡万歳村（現・新見市）
- 秋山長造（元参議院副議長）
- 秋山定輔（元衆議院議員）
- 池田詮政（元貴族院議員、侯爵）
- 石川安次郎（元衆議院議員、ジャーナリスト）:岡山市
- 今井田清徳（貴族院議員、朝鮮総督府政務総監、逓信次官）
- 江田憲司（衆議院議員）:岡山市
- 江田三郎（元衆議院議員）:御津郡建部町（現・岡山市）
- 大椿裕子（参議院議員、社民党副党首）:高梁市
- 小野田紀美（参議院議員（岡山県選挙区））:アメリカ合衆国イリノイ州シカゴにて出生。1歳から瀬戸内市邑久町にて生活。
- 加藤紀文（元参議院議員）
- 亀山孝一（元衆議院議員、元厚生事務次官）
- 熊代昭彦（元衆議院議員、現岡山市議会議員）:御津郡一宮村（現・岡山市北区尾上）
- 黒住忠行（元参議院議員）
- 黒田寿男（元衆議院議員）:津高郡金川村（現・岡山市北区）
- 黒田英雄（元大蔵次官、元貴族院議員、元参議院議員）
- 小谷節夫（元衆議院議員）:阿哲郡新見町（現・新見市）
- 坂野鉄次郎（元逓信官僚、元貴族院議員）:津高郡野谷村（現・岡山市北区
- 次田大三郎（元貴族院議員、内閣法制局長官）:西大寺水門町（現・岡山市東区）
- 津村啓介（元衆議院議員、比例中国ブロック→岡山2区→比例中国ブロック）:津山市
- 中桐伸五（元衆議院議員）:児島郡灘崎町（現・岡山市）
- 萩原誠司（元衆議院議員、元岡山市長〈第31・32代〉）、現・美作市長）:岡山市
- 橋本岳（衆議院議員、元首相・橋本龍太郎の二男。比例中国ブロック→岡山4区）:総社市
- 林醇平（元衆議院議員、国会開設運動を推進）
- 原彪（元衆議院副議長）:小田郡金浦村（現・笠岡市）
- 姫井由美子（元参議院議員）:岡山市
- 藤井基之（元参議院議員）:岡山市
- 馬越恭平（元衆議院議員、貴族院勅選議員）:備中国後月郡木之子村（現・井原市）
- 水田稔（元衆議院議員（５期）、元岡山県議会議員、元児島市議会議員）:岡山市）
- 山田太郎（元衆議院議員）
- 矢山有作（元衆議院議員・参議院議員）
- 柚木道義（衆議院議員。岡山4区→比例中国ブロック）:倉敷市

#### 市町村長
- 安宅敬祐（元岡山市長〈第29・30代〉）:岡山市
- 大森雅夫（岡山市長）:岡山市
- 国富友次郎（元岡山市長〈第15代〉）:備中国浅口郡鴨方（現・浅口市）
- 窪谷逸次郎（元岡山市長〈第9・10代〉）:浅口郡船穂町（現・倉敷市）
- 田中弘道（元岡山市長〈第18代〉）:総社市
- 時実秋穂（元岡山市長（第14代））、玉野市長、福岡市長）:邑久郡長浜村（現・瀬戸内市）
- 新庄厚信（元岡山市長〈第2代〉）
- 高谷茂男（元岡山市長〈第33・34代〉）:総社市
- 竹内寛（元岡山市長〈第16代〉）:備中国浅口郡鴨方（現・浅口市）
- 花房端連（元岡山市長〈初代〉）:備中国吉備郡真備町（現・倉敷市真備町）
- 舩橋求己（元京都市長）:岡山市
- 松本一（元岡山市長（第27・28代））:岡山市
- 横山昊太（元岡山市長〈第19代〉）:岡山市

### 裁判官
- 竹﨑博允（元最高裁判所長官）:岡山市

### 官僚
- 赤木朝治（内務次官、宮城県知事、福島県知事）
- 赤澤璋一（通商産業省重工業局長、富士通副社長、第6代日本貿易振興会（ジェトロ）理事長、世界平和研究所副会長／通産省時代に戦後初の国産旅客機YS-11の開発計画を主導）
- 有松英義（内閣法制局長官、枢密顧問官、三重県知事、貴族院議員）
- 沖修司（林野庁長官）（東京都生まれ、備前市が本籍）
- 小野洋（環境省地球環境審議官、同地球環境局長、同水・大気環境局長）：岡山市[1]
- 小野元之（初代文部科学事務次官）
- 北村隆（兵庫県警察部長）：和気郡三石村字三石（現・備前市）
- 小長啓一（通商産業事務次官、アラビア石油社長）：備前市
- 佐々江賢一郎（駐米大使、外務事務次官）：児島郡柳田町（現・倉敷市児島）
- 高田晴行（岡山県警察警視）：倉敷市
- 花房義質（外交官、枢密顧問官、日本赤十字社社長）
- 板東久美子（消費者庁長官）：岡山市
- 福田淳一（財務事務次官）：神奈川県育ち
- 藤本隆史（警察庁刑事局長、大阪府警察本部長）：岡山市
- 布施健（検事総長）：備前市
- 松本学（内務官僚）
- 吉永祐介（検事総長）：岡山市
- 吉原健二（厚生事務次官、社会保険庁長官、厚生省年金局長、同省児童家庭局長）[2]

### 軍人
| - 宇垣一成（陸軍大将）:瀬戸町 - 岸本綾夫（陸軍大将） - 岸本鹿太郎（陸軍大将） - 土肥原賢二（陸軍大将） - 大蔵平三（陸軍中将） - 谷寿夫（陸軍中将） - 二宮治重（陸軍中将） - 額田坦（陸軍中将） - 花谷正（陸軍中将） - 安田武雄（陸軍中将） - 原田一道（陸軍少将）:笠岡市 - 藤原武（陸軍少将） - 橋本欣五郎（陸軍大佐）:岡山市 | - 藤井較一（海軍大将） - 高橋三吉（海軍大将） - 宇垣纏（海軍中将）:瀬戸町 - 宇垣完爾（海軍中将） - 坂野常善（海軍中将） - 杉政人（海軍中将） - 濱野英次郎（海軍中将） - 岸本鹿子治（海軍少将） - 坪田小猿（海軍大佐） - 横田稔（海軍大佐） - 小福田租（海軍中佐） - 国定謙男（海軍少佐） - 片山義雄（海軍兵曹長、九軍神） - 道満誠一（海将） - 内田一臣（海上幕僚長） - 杉山茂（陸上幕僚長） - 森勉（陸上幕僚長） - 角南良児（陸将） |

### 近代以前の文官、武官、大名、学者など
- 吉備真備（695年 - 775年）（奈良時代の学者・公卿）:備中国下道郡（現・小田郡矢掛町。旧・吉備郡真備町、現・倉敷市説もあり）
- 和気広虫（730年 - 799年）（女官）:備前国和気郡（現・和気郡和気町）
- 和気清麻呂（733年 - 799年）（公卿）:備前国和気郡（現・和気郡和気町）
- 友成（平安中・後期の古備前派の刀工。名物「鶯丸」を作刀。）
- 正恒（平安後期の古備前派の刀工。佐々木高綱の「縄切正恒」を作刀。）
- 包平（平安後期の古備前派の刀工。名物「大包平」を作刀。）
- 妹尾兼康（1123年 - 1183年）（平清盛の側近）:備中国妹尾村（現・岡山市）
- 則宗（鎌倉初期の刀工。福岡一文字派の祖。）
- 吉房（鎌倉中期の刀工。福岡一文字派最盛期の代表的鍛冶。）
- 助真（鎌倉中期の刀工。惟康親王の命により鎌倉に下向し、相州鍛冶の基礎を築いた。）
- 国宗（鎌倉中期の刀工。京都を経て鎌倉に定住。）
- 光忠（鎌倉中期の刀工。長船派（おさふねは）の実質的な祖。）
- 長光（鎌倉後期の長船派の刀工。名物「大般若長光」を作刀。）
- 景光（鎌倉末期の刀工。長光の子。名物「小竜景光」を作刀。）
- 寂室元光（1290年 - 1367年）（鎌倉後期から南北朝時代の臨済宗の僧）:美作国高田（現・勝山町）
- 児島高徳（南北朝時代の武将）
- 正徹（1381年 - 1459年）（室町前期の歌僧）:備中国小田荘
- 季弘大叔（1421年 - 1487年）（臨済宗の僧、日記に「蔗軒日録」）
- 北条早雲（1432年？ - 1519年）（戦国武将）:井原市
- たまがき（京都東寺領の新見庄（岡山県新見市）の荘官、惣追捕使の福本刑部丞の妹）
- 浦上宗景（戦国武将）
- 竹内久盛（1503年 - 1595年?）（武術家、竹内流の開祖）:美作国久米郡垪和庄（現・美咲町）
- 三村家親（1517年 - 1566年）（戦国武将）
- 金光宗高（ - 1570年）（戦国武将）
- 庄元祐（元資）（ - 1571年）（戦国武将）
- 三村元親（ - 1575年）（戦国武将）
- 宇喜多直家（1529年 - 1582年）（戦国武将）
- 清水宗治（1537年 - 1582年）（戦国武将、備中高松城主）
- 三村親成（ - 1609年）（戦国武将）
- 明石全登（1569年? - 1618年）（戦国武将）
- 森忠政（1570年 - 1634年）（戦国武将）
- 宇喜多秀家（1573年 - 1655年）（戦国武将）:備前国上道郡沼村（現・岡山市）
- 宮本武蔵（1584年? - 1645年）（剣術家、兵法家）:美作生誕説と播磨生誕説がある。
- 池田光政（1609年 - 1682年）（岡山藩主）:備前国岡山（現・岡山市）
- 池田綱政（1638年 - 1714年）（岡山藩主）:備前国岡山（現・岡山市）
- 津田永忠（1640年 - 1707年）（岡山藩士）:岡山市弓之町
- 神崎則休（与五郎）（1666年 - 1703年）（赤穂四十七士の一人）:美作国津山藩
- 久留島喜内（義太）（1690年? - 1758年）（和算家）:備中（現・岡山県）松山藩
- 戸田旭山（1696年 - 1769年）（医者、本草学者）:備前国岡山藩
- 湯浅常山（1708年-1781年）（岡山藩士・儒学者）:備前国岡山藩
- 澄月（1714年 - 1798年）（歌人）:備中国玉島（現・倉敷市）
- 古川古松軒（1726年 - 1807年）（旅行家、地理学者）:岡田藩（現・総社市）
- 西山拙斎（1735年 - 1799年）（儒学者）:備中国鴨方村（現・浅口市）
- 宇田川玄随（1756年 - 1798年）（医学者、蘭学者）:津山藩
- 浮田幸吉（1757年 - 1847年?）（日本で初めて空を飛んだとされる人物）
- 藤井高尚（1764年 - 1840年）（国学者）:備中国吉備津神社（現・岡山市北区）
- 宇田川玄真（1770年 - 1835年）（蘭方医）:津山藩
- 木下幸文（1779年 - 1821年）（歌人）:備中国浅口郡長尾村（現・倉敷市）
- 宇田川榕菴（1798年 - 1846年）（蘭方医）:津山藩
- 箕作阮甫（1799年 - 1863年）（蘭学者）:美作国津山（現・津山市）
- 平賀元義（1800年 - 1866年）（国学者、歌人、書家）
- 山田方谷（1805年 - 1877年）（幕末から明治時代の政治家、備中松山藩家老、儒学者）:備中国西方村（現・高梁市）
- 緒方洪庵（1810年 - 1863年）（蘭学者）:備中国足守（現・岡山市）
- 萩原広道（1815年 - 1864年）（国学者）:備前国上道郡網ケ浜（現・岡山市）
- 藤本鉄石（1816年 - 1863年）（志士、天誅組総裁）:備前国御野郡東川原村（現・岡山市中区）
- 伊木忠澄（三猿斎）（1818年 - 1886年）（岡山藩筆頭家老）
- 牧野権六郎（1819年 - 1869年）（岡山藩士）
- 阪谷朗廬（1822年 - 1881年）（儒学者）:川上郡九名村（現・井原市）
- 板倉勝静（1823年 - 1889年）（幕末の老中、備中松山藩主）:備中国松山（現・高梁市、但し出生は陸奥国白河）
- 箕作秋坪（1826年 - 1886年）（蘭学者）:美作国津山
- 川田甕江（1830年 - 1896年）（幕末から明治時代の政治家、漢学者、東京帝国大学教授、貴族院議員、大正天皇侍講）:備中国浅口郡
- 三島中洲（1831年 - 1919年）（幕末から大正時代の政治家、漢学者、東京帝国大学教授、二松学舎大学創始者）:備中国窪屋郡中島村（現・倉敷市）
- 池田長発（1837年 - 1879年）（外国奉行、横浜鎖港談判使節団正使））:備中国井原の領主
- 滝善三郎（1837年 - 1868年）（岡山藩士、神戸事件で切腹）
- 池田茂政（1839年 - 1899年）（岡山藩主）

## 芸能人

### アイドル
- 内海里音（うつみ りね）‐ STU48
- 沖侑果（おき ゆうか）‐ 元STU48：津山市
- 掛橋沙耶香（かけはし さやか）- 元乃木坂46：井原市
- 下井谷幸穂（しもいたに ゆきほ） - アンジュルム
- 菅原早記（すがはら さき）‐ 元STU48
- 張織慧（ちょう おりえ） - 元STU48
- NI-KI - ENHYPEN：岡山市
- 西﨑美空（にしざき みく） - OCHA NORMA
- 藤原あずさ（ふじわら あずさ） - 元STU48：玉野市
- 豆原一成 - JO1：真庭市
- 村上璃杏（むらかみ りのん）‐ ME:I：美咲町

### 俳優・タレント
- 秋山寛貴（あきやま ひろき）- お笑いトリオ・ハナコのツッコミ：岡山市
- 浅越ゴエ（あさごえ　ごえ）- お笑い芸人：岡山市
- 井口浩之（いぐち ひろゆき）- お笑いコンビ・ウエストランドのツッコミ：津山市
- 生駒雷遊（いこま らいゆう）- 活動弁士、俳優：真島郡落合村大字垂水（現・真庭市落合垂水）
- 石井テルユキ（いしい てるゆき）- 俳優、声優、ナレーター：倉敷市
- 井上聡（いのうえ さとし）-　お笑いコンビ・次長課長のツッコミ：岡山市（生まれは熊本県玉名市）
- 猪野学（いの まなぶ）- 俳優、声優
- 伊吹剛（いぶき ごう）- 俳優：小田郡矢掛町
- 兎（うさぎ）- お笑いコンビ・ロングコートダディのボケ：岡山市
- 内田稔（うちだ みのる）- 俳優、声優：倉敷市
- 梅垣義明（うめがき よしあき）- 俳優、コメディアン、タレント：笠岡市
- 江國冴香（えくに さえか）- ミュージカル俳優：岡山市
- 大塚加奈子（おおつか かなこ）- 女優
- 大森うたえもん（おおもり うたえもん）- お笑いコンビ・ツーツーレロレロのメンバー：岡山市
- 大森真理（おおもり まり）- ミュージカル俳優：倉敷市
- 岡崎克哉（おかざき かつや）- ミュージカル俳優：岡山市
- オダギリジョー（おだぎりじょー）- 俳優：津山市
- 尾上松之助（おのえ まつのすけ）- 歌舞伎役者、映画俳優、映画監督：岡山市
- 加賀翔（かが しょう）‐お笑いコンビ・かが屋のボケ兼ツッコミ：備前市
- 神楽坂恵（かぐらざか めぐみ）- 女優：津山市
- 梶原善（かじはら ぜん）- 俳優：岡山市
- 河中あい（かわなか あい）- 元タレント、元グラビアアイドル：津山市
- 黒田としえ（くろだ としえ）- 元タレント
- 河本準一（こうもと じゅんいち）- お笑いコンビ・次長課長のボケ：岡山市（生まれは愛知県名古屋市緑区）
- 河本太（こうもと ふとし）- お笑いコンビ・ウエストランドのボケ：津山市
- 甲本雅裕（こうもと まさひろ）- 俳優（ミュージシャンの甲本ヒロトの実弟）：岡山市
- 桜井日奈子（さくらい ひなこ）- モデル：岡山市
- 三遊亭金の助（さんゆうてい きんのすけ） - 落語家：岡山市
- 志穂美悦子（しほみ えつこ）- 女優、歌手：西大寺市（現・岡山市東区）
- 島田洋八（しまだ ようはち）- お笑いコンビ・B&Bのメンバー：笠岡市
- 春風亭昇吉（しゅんぷうてい しょうきち）- 落語家
- 水道橋博士（すいどうばし はかせ）- お笑いコンビ・浅草キッドのメンバー：倉敷市
- 杉浦太陽（すぎうら たいよう）- 俳優、タレント：玉野市（大阪府寝屋川市育ち）
- 鈴鹿央士 （すずか おうじ）- 俳優：岡山市
- 鈴木優梨（すずき ゆうり） - 女優・タレント
- 大悟（だいご） - お笑いコンビ・千鳥のボケ：笠岡市
- 平美乃理（たいら みのり）- ファッションモデル：備前市
- 高村尚枝（たかむら ひさえ）- 女優、声優
- 宅麻伸（たくま しん）-　俳優：玉野市
- たける‐お笑いコンビ・東京ホテイソンのツッコミ：高梁市
- 田中裕理：倉敷市
- 千原しのぶ（ちはら しのぶ）- 女優：久米郡久米町（現・津山市）
- 豊嶋稔（とよしま みのる）- 俳優：笠岡市
- 長門勇（ながと いさむ）- 俳優、声優：倉敷市
- 中野周平（なかのしゅうへい）- お笑いコンビ・蛙亭のツッコミ：岡山市
- 西田健（にしだ けん）- 俳優、声優
- 西永彩奈 - グラビアアイドル
- ノブ（のぶ）- お笑いコンビ・千鳥のツッコミ：後月郡芳井町（現・井原市）
- ハチミツ二郎（はちみつじろう）- お笑いコンビ・東京ダイナマイトのツッコミ：倉敷市
- 春一番（はるいちばん）- モノマネ芸人：浅口市鴨方町
- 日里麻美（ひさと あさみ）- 女優：倉敷市
- ひでよしっと - ものまねタレント：備前市
- ぴろき - 漫談家：浅口郡里庄町
- 福井柑奈（ふくい かんな）- アイドル・女優：岡山市
- 藤原しおり（ふじわら しおり）- タレント、元お笑い芸人（旧芸名：ブルゾンちえみ）：岡山市
- 藤原令子（ふじわら れいこ）- 女優：倉敷市
- 裴ジョンミョン（ペ ジョンミョン）- 俳優
- 本郷功次郎（ほんごう こうじろう）- 俳優：岡山市北区表町
- 前野朋哉（まえの ともや）- 俳優：倉敷市
- まつきりな - タレント : 倉敷市
- 水川かたまり（みずかわ かたまり）- お笑いコンビ・空気階段のツッコミ：岡山市
- 光岡湧太郎（みつおか ゆうたろう）- 俳優、ナレーター、声優
- MEGUMI（めぐみ）- タレント：倉敷市
- 桃瀬美咲（ももせ みさき）- モデル・女優：岡山市
- 八名信夫（やな のぶお）- 俳優：岡山市
- 山口馬木也（やまぐち まきや）- 俳優：総社市
- 結城市朗（ゆうき いちろう）- 俳優、声優
- 頼経明子（よりつね あきこ）-　女優、声優
- リリー（りりー）‐お笑いコンビ・見取り図のボケ：和気郡和気町
- レツゴー長作（レツゴー ちょうさく）‐レツゴー三匹・芸人：都窪郡妹尾町（現・岡山市南区）
- カシューナッツ（かしゅーなっつ）-お笑いコンビ•ゆんぼたんぷ　の司会　芸人:　倉敷市玉島乙島

### 声優
- 天瀬まゆ
- 天野エリカ
- 生田善子：津山市
- 伊藤浩資
- おおしたこうた
- 大下菜摘
- 大塚芳忠：津山市
- 大本眞基子：倉敷市[3]
- 岡咲美保
- 金元寿子：倉敷市
- 金本涼輔
- 川上晃二
- 河田吉正
- 桑畑裕輔
- 玄田哲章[4]
- 河本啓佑：津山市
- 小寺麻未
- 小橋知子
- 榊原優希
- 佐久間未帆
- 佐藤あずさ
- 藏合紗恵子：津山市
- 高口幸子
- 高戸靖広
- 頓宮恭子
- 中村恵子
- 夏目みく
- 乃神亜衣子
- 野宮一範
- 乃村健次
- 八須賀孝蔵
- 平山縁
- 福原由莉奈：津山市
- 藤井佑実子
- 桃河りか：津山市
- 森末ひろあき
- 森田則昭
- 八代駿
- 山田浩貴
- 山根希美：倉敷市

### ミュージシャン
- atsuko（あつこ）-ミュージシャン、angelaのボーカル：岡山市東区西大寺
- 荒牧陽子（あらまき ようこ）- シンガーソングライター、ものまねシンガー：岡山市
- 伊澤一葉（いざわ いちよう）- 東京事変やthe HIATUSの鍵盤奏者、ボーカリスト、作詞家、作曲家、編曲家、音楽プロデューサー：倉敷市
- 稲葉浩志（いなば こうし）- ボーカリスト、作詞家、B'zのボーカル：津山市
- LGYankees PROJECT MICHI（エルジーヤンキースプロジェクトミチ）-ボーカリスト、日本の音楽ユニット・LGYankeesのスピンオフ的プロジェクト：岡山市
- BOSE（MCボーズ）- ラッパー、スチャダラパーのメンバー
- Erie（エリエ）- E-girlsのグループメンバー、DreamのDJ：備前市
- 岡千秋（おか ちあき）- 作曲家、演歌歌手：和気郡日生町（現・備前市）
- 数原晋（かずはら しん）- トランペット奏者
- KATSU （かつ）-ミュージシャン、angelaのギター等担当：岡山市
- 葛城ユキ（かつらぎ ゆき）- ミュージシャン：高梁市
- 岸田敏志（きしだ さとし）- 歌手、俳優：真庭郡落合町（現・真庭市）
- 桑原茂一（くわはら もいち）- 音楽プロデューサー：岡山市
- 甲本ヒロト（こうもと ひろと）- ミュージシャン：岡山市
- 小六禮次郎（ころく れいじろう）- 作曲家、編曲家：岡山市
- さいたまんぞう - 歌手・タレント：久米郡柵原町（現・美咲町）
- 住宅正人 - ちくわ笛奏者、音楽家
- 関種子（せき たねこ）- ソプラノ歌手
- 田中勝己（たなか かつみ）- 作曲家、ラジオパーソナリティー：笠岡市
- 坪井悟（つぼい さとる）- ミュージシャン、SHALE APPLEのボーカル・ギター担当
- DJ U-ICHI（DJゆーいち）- ミュージシャン、HOME MADE 家族のDJ：美作町（現・美作市）
- dorlis（ドーリス）- シンガーソングライター：岡山市
- 中西圭三（なかにし けいぞう）- シンガーソングライター、作曲家：児島郡灘崎町（現・岡山市南区）
- 成田雅嗣（なりた まさつぐ）- 歌手、俳優：倉敷市
- 鼠先輩（ねずみ せんぱい）- ムード歌謡歌手：赤磐市
- NOBE（ノビ）- 作詞家：岡山市東区西大寺
- H!dE（ひで）- シンガーソングライター：倉敷市
- 藤井風（ふじい かぜ）- ミュージシャン、ボーカル＆ピアノ：浅口郡里庄町
- 藤川千愛（ふじかわ　ちあい）- シンガーソングライター、元まねきケチャ　井原市
- ぷす - ボカロP、歌手、作詞家、作曲家、ツユのギター担当
- まきちゃんぐ - シンガーソングライター：総社市
- 豆原一成（まめはら　いっせい）-アイドルグループ JO1のメンバー ：真庭市
- Miyake（みやけ）- 作曲家、ミュージシャン、Mihimaru GTのボーカル担当：倉敷市
- 三宅由佳莉（みやけ ゆかり）- 海上自衛官、ソプラノ歌手：倉敷市
- 村上璃杏（むらかみ りのん）アイドルグループ ME:Iのメンバー
- 村田真生（むらた まお）- 作曲家、編曲家、起業家：岡山市
- 山本彰吾（やまもと しょうご）- THE RAMPAGE from EXILE TRIBEのグループメンバー、パフォーマー：倉敷市
- 40mP（よんじゅうめーとるぴー）-ボカロＰ：岡山市
- Lugz&Jera（ラグズ・アンド・ジェラ）-シンガーソングライター、プロデューサー：高梁市

### 宝塚歌劇団
- 蒼乃夕妃 ‐ 元月組トップ娘役
- 和希そら ‐ 元雪組男役
- 都姫ここ ‐ 元花組娘役
- 英かおと ‐ 月組男役
- 希良々うみ - 元雪組娘役

### セクシー女優
- 亜梨
- 幾田まち
- 加藤ゆりあ：岡山市
- 架乃ゆら
- 桜子
- 志村玲子
- 真羅マキ
- 内藤花苗
- 藤谷しおり
- 細川百合子：玉野市

## 文化人

### 映画監督
- 内田吐夢:岡山市
- 大島渚:玉野市、6歳で京都市に移住
- 田口勝彦:津山市
- 水野晴郎:高梁市
- 中田秀夫:浅口郡金光町（現・浅口市）

### 宗教家
- 法然（1133 - 1212、平安末期から鎌倉初期の僧侶・浄土宗宗祖）:美作国久米（現・久米郡久米南町）
- 栄西（1141 - 1215、平安末期から鎌倉初期の禅僧・臨済宗宗祖）:備中国賀陽郡宮内（現・岡山市吉備津）
- 大幾（禅僧）:備中国下道郡久代村（現・総社市）
- ディエゴ喜斎（1534-97、本名・市川喜佐衛門、安土桃山時代の商人にしてキリシタン、日本二十六聖人の一人）:備前国岡山藩津高郡馬屋郷芳賀村（現・岡山市北区芳賀）
- 黒住宗忠（1780 - 1850、黒住教教祖）
- 金光大神（1814 - 83、金光教教祖）
- 堀安道（1829 - 75、神主）備中国賀陽郡八田部村（現・総社市総社）
- 山室軍平（1872 - 1940、日本救世軍創設者、「岡山四聖人」の一人）:阿哲郡（現・新見市）
- 綱島梁川（1873 - 1907、宗教思想家）:上房郡有漢村（現・高梁市）
- 葉上照澄（1903 - 89、天台宗僧侶、延暦寺大阿闍梨長﨟、初代世界連邦日本宗教委員会会長）:赤磐郡（現・和気郡和気町）
- 宗道臣（1911 - 80、少林寺拳法の創始者）:美作市
- 小野兼弘（1953 - 2007、釈尊会会長）

### 社会活動家
- 太田薫（労働運動家）
- 片山潜（労働運動家、社会主義者）:久米郡久米南町
- 神谷美恵子（ハンセン病療養施設長島愛生園での医療活動に従事、哲学者、作家、古典ギリシア文学者、フランス文学者、英文学者、精神医学者、精神科医、神戸女学院大学元教授、津田塾大学元教授）:岡山市
- 九津見房子（女性社会運動家）:岡山市
- 清水慎三（労働運動家、評論家）:岡山市
- 留岡幸助（日本の社会福祉の先駆者、「岡山四聖人」の一人）:高梁市
- 福田英子（婦人解放運動家）
- 三宅精一（点字ブロック（視覚障害者誘導用ブロック）の考案者）:倉敷市
- 森近運平（社会運動家）:後月郡高屋村（現・井原市）
- 山川均（労働運動家、社会主義者・社会運動家・思想家）:倉敷町（現・倉敷市）

### 弁護士
- 井藤公量（岡山大学教授）
- 大月伸（第15代日弁連会長）
- 大室亮一（南京事件弁護士）
- 加藤晋介（新社会党副委員長）
- 小林元治（第53代日弁連会長）
- 濱田俊郎（最高裁判所司法研修所教官）

### 教育者
- 川崎祐宣（医者）川崎学園の創始者 ※本来の表記は川﨑祐宣
- 岸田吟香（楽善会訓盲院（現・筑波大学附属盲学校）を創設）:美作国久米郡垪和（はが）村（現・久米郡美咲町） 新聞記者、目薬販売を通じた新聞広告活用者でもある
- 福西志計子（教師。備中松山藩士の娘。山田方谷門下。金森通倫によって洗礼を受けたキリスト教徒。岡山県における女子教育の先駆者で、本県初の近代的女学校となる順正女学校を創設）:備中国備中松山藩御崎町（現・高梁市御崎町）

### 学者

#### 哲学者
- 出隆（いで たかし、哲学者）
- 大西祝（おおにし はじめ、明治時代の哲学者）:岡山市
- 大森荘蔵（おおもり しょうぞう、哲学者）
- 土屋賢二（つちや けんじ、哲学者）:玉野市
- 三宅剛一（みやけ ごういち、哲学者）:浅口市

#### 心理学者
- 田中寛一（たなか かんいち、心理学者）
- 安本美典（やすもと びてん、心理学者・古代史研究家）:高梁市（満州生れ）

#### 宗教学者
- 岸本能武太（きしもと のぶた、宗教社会学者）
- 中田考（なかた こう、イスラーム学者）
- 脇本平也（わきもと つねや）

#### 歴史学者
- 磯田道史（いそだ みちふみ、日本史）:岡山市
- 川口素生（かわぐち すなお、日本史）
- 木畑洋一（きばた よういち、イギリス現代史、国際関係史）
- 黒正巌（こくしょう いわお、農業史、経済史）
- 近藤洋逸（こんどう よういつ、数学史家）
- 高森明勅（たかもり あきのり、歴史学者）:倉敷市
- 田中日佐夫（たなか ひさお、日本美術史）
- 谷口澄夫（たにぐち すみお、日本史、名誉県民）:牛窓町（現・瀬戸内市）
- 箕作元八（みつくり げんぱち、西洋史）:美作国津山（現・津山市）
- 山本博文（やまもと ひろふみ、歴史学者、東京大学史料編纂所教授）

#### 政治学・行政学者
- 天児慧（あまこ さとし、中国政治、アジア現代史）
- 小山茂樹（こやま しげき、中東政治・石油・エネルギー）
- 野田宣雄（のだ のぶお、政治学者）
- 三谷太一郎（みたに たいちろう、政治学者、日本政治外交史専攻）:岡山市
- 山口二郎（やまぐち じろう、行政学者）:岡山市

#### 法学者
- 石本雅男（いしもと まさお、民法学者）
- 風早八十二（かざはや やそじ、刑法学者・社会政策学者）
- 斎藤誠（さいとう まこと、行政法学者）
- 瀧川幸辰（たきがわ ゆきとき、刑法学者）:岡山市
- 団藤重光（だんどう しげみつ、刑法学者）:高梁市
- 津田真道（つだ まみち、法学者、官僚）:美作国津山
- 道垣内弘人（どうがうち ひろと、民法学者））:岡山市
- 道垣内正人（どうがうち まさと、国際私法学者）:岡山市
- 中島重（なかじま しげる、憲法学者、社会学者）:上房郡松山町広瀬（現・高梁市）
- 米谷隆三（まいたに りゅうぞう、商法学者）:倉敷市
- 箕作麟祥（みつくり りんしょう、法学者、啓蒙思想家）:美作国津山　※生まれは東京都
- 光藤景皎（みつどう かげあき、刑事訴訟法学者）:岡山市

#### 経済学者
- 青山秀夫（あおやま ひでお、理論・軽量経済学者）
- 井堀利宏（いほり としひろ、財政学者）:倉敷市
- 宇野弘蔵（うの こうぞう、マルクス経済学者）:倉敷市
- 奥村宏（おくむら ひろし）
- 岸本誠二郎（きしもと せいじろう、理論経済学者）
- 熊谷尚夫（くまがい ひさお）:岡山市
- 只友景士（ただとも けいし、財政学者）
- 平沼淑郎（ひらぬま よしろう、第三代早稲田大学学長、首相・平沼騏一郎の兄）:津山城下南新座（現・津山市）
- 藤井隆（ふじい　たかし、経済政策論）

#### 建築学者
- 前野まさる（まえの まさる、建築史家、東京藝術大学名誉教授、日本の街並みや建築保存に貢献した。）:児島市（現・倉敷市児島）

#### 社会学者
- 福武直（ふくたけ ただし）:岡山市
- 松野弘（まつの ひろし、環境社会学者）

#### 物理学者
- 仁科芳雄（にしな よしお、日本初のサイクロトロンを建設）:浅口郡里庄町

#### 化学者
- 久原躬弦（くはら みつる）:津山藩（現・津山市）
- 三宅泰雄（みやけ やすお、地球化学者）

#### 天文学者
- 香西洋樹（こうさい ひろき、天文学者）:倉敷市
- 定金晃三（さだかね こうぞう、天文学者）
- 舞原俊憲（まいはら としのり、天文学者）

#### 生物学者
- 大賀一郎（おおが いちろう、植物学者。2000年前のハスの実を発掘し開花させ「大賀ハス」の名を得た。）:岡山市
- 片岡宏誌（かたおか ひろし、昆虫学者）:倉敷市
- 川田伸一郎（かわだ しんいちろう、動物学者、国立科学博物館動物研究部研究員）
- 川村多実二（かわむら たみじ、動物学者）:津山市
- 塚本勝巳（つかもと かつみ、魚類学者。ウナギ研究の第一人者。）:玉野市
- 三宅健介（みやけ けんすけ、免疫学者）:倉敷市
- 宮脇昭（みやわき あきら、生態学者）:川上郡成羽町（現・高梁市成羽町）
- 森和俊（もり かずとし、分子生物学者）:倉敷市

#### 医学者
- 井戸泰（いど ゆたか）:勝田郡北吉野村（現・奈義町）
- 江草安彦（えぐさ やすひこ、名誉県民）:笠岡市
- 小田晋（おだ すすむ、精神病理学者）
- 加藤元一（かとう げんいち、生理学者）:阿賀郡新見町（現・新見市）
- 川上憲人（かわかみ のりと）:津山市
- 川崎祐宣（かわさき すけのぶ、医師、名誉県民）
- 清野謙次（きよの けんじ、病理学・人類学）
- 小坂淳夫（こさか きよお、内科学）鳥取上村（現・赤磐市）
- 古武弥四郎（こたけ やしろう、生化学、医化学者）邑久町（現・瀬戸内市）
- 時実利彦（ときざね としひこ、生理学者）

#### 工学者
- 大賀悳二（おおが とくじ）
- 大本修（おおもとおさむ、電気工学者）:上房郡有漢町（現・高梁市）
- 梶田将司（かじた しょうじ、情報工学者）:岡山市
- 小林正次（こばやし まさつぐ、電気工学者）:美咲町
- 山海嘉之（さんかい よしゆき、筑波大学教授、サイバーダイン創業者、紫綬褒章）
- 和栗明（わくり あきら、機械工学者、日本学士院賞）

#### 言語学者
- 亀井肇（かめい はじめ、日本語新語・流行語研究者）
- 田嶋陽子（たじま ようこ、英語学者、フェミニスト女性学者）:浅口郡鴨方町（現・浅口市）

#### 文学者
- 小野清之（おの きよゆき、英米文学）
- 金原瑞人（かねはら みずひと、児童文学）
- 太宰施門（だざい せもん、仏文学）:倉敷市
- 橋本順光（はしもと よりみつ、英文学、黄禍論研究者）:総社市
- 本田増次郎（ほんだ ますじろう、英文学）:美作国津山
- 正宗敦夫（まさむね あつお、国文学）和気郡穂浪村（現・備前市）
- 矢野峰人（やの ほうじん、英文学）
- 米川正夫（よねかわ まさお、ロシア文学）

#### その他の学者
- 石田秀輝（いしだ ひでき、INAX顧問、東北大学大学院環境科学研究科教授）
- 小田中章浩（おだなか あきひろ、演劇学）
- 影山貴彦（かげやま たかひこ、メディア研究）:岡山市
- 小山冨士夫（こやま ふじお、陶磁学者）:浅口郡玉島町（現・倉敷市）
- 廣井良典（ひろい よしのり、公共政策、科学哲学）

### 作家
- 森田思軒（1861 - 1897、翻訳家、新聞記者）:備中国笠岡西本町（現・笠岡市）
- 清水紫琴（1868 - 1933、小説家）
- 江見水蔭（1869 - 1934、小説家）:岡山市
- 近松秋江（1876 - 1944、小説家）:和気郡藤野村田ヶ原（現・和気町藤野）
- 松崎天民（1878 - 1934、作家、新聞記者）:真庭郡落合町（現・真庭市）
- 正宗白鳥（1879 - 1962、小説家）:和気郡穂浪村（現・備前市）
- 内田百閒（1889 - 1971、小説家、随筆家）:岡山市
- 坪田譲治（1890 - 1982、児童文学者）:御野郡石井村（現・岡山市）
- 額田六福（1890 - 1948、劇作家）:勝田郡勝央町
- 延原謙（1892 - 1977、作家・翻訳家）
- 片岡鉄兵（1894 - 1944、小説家）:苫田郡鏡野町
- 木村毅（1894 - 1979、文芸評論家、小説家）:勝南郡勝間田村（現・勝田郡勝央町）
- 橋本五郎（1903 - 1948、探偵小説家）:邑久郡牛窓町（現・瀬戸内市）
- 阿部知二（1903 - 1973、小説家・英文学者）:勝田郡湯郷村（現・美作市）
- 木山捷平（1904 - 1968、小説家）:小田郡新山村（現・笠岡市）
- 柴田錬三郎（1917 - 1978、小説家）:邑久郡鶴山村（現・備前市）
- 吉行淳之介（1924 - 1994、小説家）:岡山市（東京育ち）
- 堤玲子（1930 - 、小説家・詩人）
- 麻生千晶（1938 - 、作家・コメンテーター）
- 内田栄一（1930 - 94、脚本家、演出家、劇作家）：岡山市
- 菅伸子（1945 - 、エッセイスト・菅直人の配偶者）:金光町（現・浅口市）
- 末井昭（1948 - 、編集者、作家:和気郡吉永町
- 塚本靑史（1949 - 、歴史小説家）:倉敷市
- 高嶋哲夫（1949 - 、小説家）:玉野市
- あさのあつこ（1954 - ）:英田郡美作町（現:美作市）湯郷
- 山尾悠子（1955 - 、小説家）:岡山市
- 小手鞠るい（1956 - 、小説家、詩人）:備前市
- 平松洋子（1958 - 、エッセイスト）:倉敷市
- 霞流一（1959 - 、推理小説家）:和気町
- 原田宗典　（1959 - 、小説家）:岡山市（生まれは東京都）を出身としている。岡山県立岡山操山高等学校出身。
- 吉岡平（1960 - 、小説家）:笠岡市
- 山田ズーニー（1961 - 、文章表現・コミュニケーションインストラクター）
- 坂手洋二（1962 - 、劇作家）:岡山市
- 小川洋子（1962 - 、小説家）:岡山市
- 石井敏弘（1962 - 、推理小説家）:倉敷市
- 原田マハ （1962 - 、小説家）:岡山市（生まれは東京都）を出身としている。山陽女子高等学校（現・山陽学園高等学校）出身
- 宇月原晴明（1963 - 、小説家）
- 重松清（1963 - 、小説家）:久米郡久米町（現・津山市）、中学・高校時代は山口県で過ごす。
- 岩井志麻子（1964 - 、小説家）:和気郡和気町
- 倉田英之（1968 - 、アニメ脚本家）:井原市
- 坪田文（1983 - 、脚本家）:岡山市

### 俳人・詩人・歌人
- 尾上柴舟（1876 - 1957、歌人・国文学者）:津山市
- 薄田泣菫（1877 - 1945、詩人）:浅口郡大江連島村（現・倉敷市）
- 赤木格堂（1879 - 1948、俳人・歌人・衆院議員）:児島郡小串村（現・岡山市南区）
- 正富汪洋（1881 - 1967、詩人、歌人）:邑久郡本庄村（現・瀬戸内市）
- 木下利玄（1886 - 1925、歌人）:賀陽郡足守村（現・岡山市）
- 福武枯木（1886 - 1969、俳人・作詞家）：小田郡三谷村（現・矢掛町）
- 中塚一碧楼（1887 - 1946、俳人）:浅口郡玉島町（現・倉敷市）
- 赤松月船（1897 - 1997、詩人、曹洞宗僧侶）: 浅口郡鴨方村（現・浅口市）
- 西東三鬼（1900 - 62、俳人）:津山市
- 永瀬清子（1906 - 1995、詩人）:赤磐郡豊田村（現赤磐市）
- 吉行エイスケ（1906 - 40、ダダイスト詩人、小説家）:御津郡金川町（現・岡山市）
- 安東次男（1919 - 2002、詩人・俳人・評論家）:苫田郡東苫田村（現・津山市）
- 時実新子（1929 - 2007、川柳作家、随筆家）:岡山市
- 飯島耕一（1930 - 2013、詩人・元明治大学教授）:岡山市
- 楠かつのり（1954 - 、音声詩人・映像作家・「詩のボクシング」の創始者）:津山市
- 岸本尚毅（1961 - 、俳人）:和気郡和気町
- 住宅顕信（1961 - 87、俳人）:岡山市
- 岩田由美（1961 - 、俳人）:岡山市

### 棋士
- 大山康晴（十五世名人）:倉敷市
- 有吉道夫:備前市
- 森安秀光:笠岡市
- 森安正幸:笠岡市
- 有森浩三:岡山市
- 菅井竜也:岡山市

### 建築家
- 薬師寺主計（1884-1965）:賀陽郡刑部村（現・総社市）、作品に大原美術館本館、第一合同銀行倉敷支店（現・大原美術館新児島館）、第一合同銀行本店（旧・中国銀行本店）
- 角南隆（1884-1980）：児島郡（現・倉敷市児島）、明治神宮や平安神宮を設計
- 浦辺鎮太郎（1909-1991）:児島郡粒江村（現・倉敷市）、日本建築学会賞受賞、作品に倉敷国際ホテル、倉敷アイビースクエア、倉敷市庁舎、倉敷中央病院、大原美術館分館、横浜開港資料館
- 楢村徹（1947-）:倉敷市、古民家再生を通して倉敷のまちづくりに貢献。日本建築学会賞業績賞受賞

### 画家
- 雪舟（1420 - 1506?）:備中国窪屋郡赤浜（現・総社市）
- 浦上玉堂（1745 - 1820）:岡山藩の支藩鴨方藩（現・岡山県浅口市）
- 岡本豊彦（1773 - 1845）:備中国窪屋郡水江村（現・倉敷市水江）
- 堀和平（1841 - 1892）:備中国賀陽郡八田部村（現・総社市総社））
- 松岡寿（1862 - 1944）
- 原撫松（1866 - 1912）:岡山市出石村
- 吉富朝次郎（1868 - 1941）:総社市
- 満谷国四郎（1874 - 1936）:吉備郡総社村（現・総社市）
- 鹿子木孟郎（1874 - 1941）:岡山市東田町
- 赤松麟作（1878 - 1953）:津山市
- 児島虎次郎（1881 - 1921）:川上郡成羽町（現・高梁市）
- 正宗得三郎（1883 - 1962）:和気郡穂浪村（現・備前市）
- 竹久夢二（1884 - 1934）:邑久郡本庄村（現・瀬戸内市）
- 坂田一男（1889 - 1956）:岡山市
- 池田遙邨（1895 - 1988）:浅口郡乙島村（現・倉敷市）
- 国吉康雄（1889 - 1953）:岡山市
- 小野竹喬（1889 - 1979）:笠岡市
- 岡本唐貴（1903 - 86）:浅口郡連島町（現・倉敷市）
- 直原玉青（1904 - 2005）:赤磐郡山方村（旧吉井町、現・赤磐市）
- ベル・串田（1913 - 94）:岡山市東区金田（金田村）
- 赤木曠児郎（1934 - ）:岡山市

### 彫刻家
- 木口九峰:総社市
- 中原浩大（美術家・彫刻家）:倉敷市
- 平櫛田中:後月郡（現・井原市）

### 陶芸家
- 伊勢崎淳（備前焼の人間国宝）:備前市伊部
- 金重陶陽（備前焼として初の人間国宝）:和気郡伊部町（現・備前市伊部）
- 山本陶秀（備前焼の人間国宝）:和気郡伊部町（現・備前市伊部）
- 藤原啓（備前焼の人間国宝、名誉県民）:和気郡伊里村（現・備前市穂浪）
- 藤原雄（備前焼の人間国宝）:和気郡伊里村（現・備前市穂浪）

### 書家
- 清水比庵:上房郡高梁町（現・高梁市）
- 高木聖鶴:総社市
- 中塚翠涛:倉敷市

### 作庭家、造園家、ランドスケープ・アーキテクト
- 重森三玲（作庭家、造園家）:上房郡吉川村（現・加賀郡吉備中央町吉川）

### デザイナー
- 大野美代子（1939-2016、橋梁デザイナー（意匠設計）、インテリアデザイナー）：岡山市
- 石津謙介（1911-2016、ファッションデザイナー、VAN創業者）:岡山市
- 水戸岡鋭治（1947-、インダストリアルデザイナー）:吉備郡高松町（現・岡山市）
- 原研哉（1958-、グラフィックデザイナー、アートディレクター）:岡山市
- 片山正通（1966-、インテリアデザイナー）:瀬戸町（現・岡山市）

### 漫画家
- 青木雄二（ナニワ金融道作者）:弓削町（現・久米郡久米南町）
- いしいひさいち（ののちゃん作者）:玉野市
- 一条ゆかり（有閑倶楽部作者）:玉野市
- 岩本ナオ（町でうわさの天狗の子作者）:児島郡灘崎町（現・岡山市南区）
- 岡本健太郎（山賊ダイアリー作者）
- 岸本聖史（666〜サタン〜作者）:勝田郡奈義町
- 岸本斉史（NARUTO -ナルト-作者）:勝田郡奈義町
- 胡桃ちの（アキナイ☆ダマシイ作者）:津山市
- 竹嶋えく（ささやくように恋を唄う作者）
- 中田ゆみ（おくさまが生徒会長!、ちゅーぶら!!作者）
- 服部昇大（日ペンの美子ちゃん（6代目）作者）:岡山市
- 平尾アウリ（推しが武道館いってくれたら死ぬ作者）
- 平松伸二（ドーベルマン刑事作者）:高梁市
- 南一平（影の戦闘隊作者）:笠岡市
- 森永あい（僕と彼女の×××作者）
- 矢吹健太朗（To LOVEる -とらぶる-作者）

### イラストレーター
- かぼちゃ:（スクランブル・ウィザードなど）吉備郡真備町（現・倉敷市）
- 島田フミカネ:（ストライクウィッチーズなど）
- つなこ:（デート・ア・ライブなど）
- 寺田克也:（仮面ライダーWなど）:玉野市
- 正子公也:（絵巻作家）

### アニメーター
- 梶島正樹（『天地無用!』の原作者）
- 毛利和昭:岡山市
- 柳沢テツヤ（アニメーション監督）
- 山下明彦（アニメーション監督）岡山県倉敷市

### その他の文化人
- 有坂翔太（料理家・料理研究家）:津山市
- 正阿弥勝義（金工家）:津山藩
- 竹田喜之助（人形師）:邑久郡邑久町豊安（現・瀬戸内市邑久町）
- 緑川洋一（写真家）:邑久郡裳掛村虫明（現・瀬戸内市邑久町虫明）
- 吉行あぐり（美容師）:岡山市
- 西﨑彩智（にしざき　さち、タレント、コンサルタント）：岡山市

## スポーツ選手

### 体操競技
- 監物永三（1968年メキシコシティーオリンピック、1972年ミュンヘンオリンピック、1976年モントリオールオリンピック男子団体総合金メダリスト）：苫田郡加茂町（現・津山市）
- 水島宏一（1988年ソウルオリンピック男子団体総合銅メダリスト）：苫田郡加茂町（現・津山市）
- 森末慎二（1984年ロサンゼルスオリンピック個人金メダリスト）：岡山市
- 岡慎之助（2024年パリオリンピック個人・団体金メダリスト）岡山市

### 陸上競技
- 人見絹枝（短距離走、日本陸上女子初のオリンピックメダリスト（1928年アムステルダムオリンピック銀メダリスト））：岡山市
- 谷三三五（短距離走、日本人で、初めて100m走で10秒台の記録を出した人物）：備前市
- 有森裕子（マラソン、1992年バルセロナオリンピック銀メダリスト、1996年アトランタオリンピック銅メダリスト）：岡山市
- 重友梨佐（マラソン）：備前市
- 新谷仁美（長距離走）：総社市
- 齋藤愛美（短距離走）：高梁市

### バレーボール
- 荒木絵里香（2012年ロンドンオリンピック銅メダリスト）：倉敷市
- 石井優希：倉敷市
- 上田かおり：御津郡建部町（現･岡山市北区）
- 白井貴子（1972年ミュンヘンオリンピック銀メダリスト、1976年モントリオールオリンピック金メダリスト）：岡山市
- 橋本直子：岡山市

### サッカー
- 苔口卓也（カターレ富山、U-22日本代表）
- 多田大介（シーラーチャーFC）
- 江添建次郎（元カターレ富山）
- 青山敏弘（サンフレッチェ広島、U-22日本代表）
- 今井大悟（元カターレ富山、元ブラウブリッツ秋田）
- 大西容平（元カターレ富山）
- 大西康平（元松本山雅FC）
- 田中秀哉（元FC大阪）
- 李漢宰（FC町田ゼルビア、北朝鮮代表）：倉敷市
- 難波宏明（FC岐阜）
- 田村仁崇（元SC相模原）
- 奈良林寛紀（元藤枝MYFC）：倉敷市
- 板野圭竜（ファジアーノ岡山ネクスト）：倉敷市
- 加藤健人（ザスパクサツ群馬）：岡山市
- 田中宏昌（ファジアーノ岡山ネクスト）：総社市
- 金光栄大（ファジアーノ岡山ネクスト）
- 福本尚純（ファジアーノ岡山ネクスト）
- 川原周剛（元ファジアーノ岡山）
- 妹尾隆佑（ファジアーノ岡山）
- 丸谷明（元ファジアーノ岡山）
- 関口圭亮（元ファジアーノ岡山）
- 藤定孝章（元ファジアーノ岡山）
- 岩田大樹（元ファジアーノ岡山）
- 岡本竜之介（元カマタマーレ讃岐）
- 安英学（横浜FC、北朝鮮代表）
- 小野田将人（モンテディオ山形）
- 梁圭史（ファジアーノ岡山コーチ、元ヴェルディ川崎、ザスパ草津、朝鮮代表）：倉敷市
- 土田尚史（浦和レッズGKコーチ、元浦和レッズ）：岡山市
- 久永啓（サンフレッチェ広島コーチ）
- 加戸由佳（岡山湯郷Belle）
- 中川理恵（元岡山湯郷Belle）
- 三谷沙也加（AC長野パルセイロ・レディース）
- 高松健太郎（元横河武蔵野FC）
- 黒田和生（滝川第二高等学校初代監督）：倉敷市
- 森下仁道（ケープ・コースト・エブスア・ドワーフスFC（英語版））：倉敷市
- 亘崇詞（元ボカ・ジュニアーズ）
- 秋田英義（元FC岐阜）：津山市
- 那須甚有（ガイナーレ鳥取）：倉敷市
- 佐野海舟（鹿島アントラーズ・サッカー日本代表）：津山市
- 佐野航大（NECナイメヘン）：津山市、海舟の弟
- 三宅海斗（鹿児島ユナイテッドFC）

### ラグビー
- 岡新之助タフォキタウ
- 岡田正平
- 酒木凜平:岡山市
- 出渕賢史
- 仁熊秀斗:岡山市
- 延原秀飛:美咲町
- 藤原丈嗣
- 槇瑛人
- 山神孝志:岡山市
- 山本貢:倉敷市

### 野球

#### プロ野球現役選手
- 海野隆司（福岡ソフトバンクホークス）:岡山市
- 太田光 (野球)（東北楽天ゴールデンイーグルス）:倉敷市
- 岡大海（千葉ロッテマリーンズ）:倉敷市
- 小郷裕哉（東北楽天ゴールデンイーグルス）:倉敷市
- 上川畑大悟(北海道日本ハムファイターズ)：倉敷市
- 加藤竜馬（中日ドラゴンズ）:加茂町（現：津山市）
- 草加勝（中日ドラゴンズ）:和気町
- 佐野恵太（横浜DeNAベイスターズ）:岡山市南区(旧児島郡灘崎町)
- 柴田竜拓（横浜DeNAベイスターズ）:岡山市
- 頓宮裕真（オリックス・バファローズ）:備前市
- 野村祐輔（広島東洋カープ）:倉敷市
- 廣畑敦也（千葉ロッテマリーンズ）:倉敷市
- 福井優也（東北楽天ゴールデンイーグルス）:西粟倉村
- 福島章太（中日ドラゴンズ）:備前市
- 藤井皓哉（福岡ソフトバンクホークス）:笠岡市
- 藤岡裕大（千葉ロッテマリーンズ）:岡山市
- 山﨑友輔（読売ジャイアンツ）:倉敷市
- 山本由伸（ロサンゼルス・ドジャース）:備前市

#### プロ野球指導者
- 川相昌弘（1964 - 、元・読売ジャイアンツ、中日ドラゴンズ 、 現・読売ジャイアンツ一軍内野守備コーチ）:岡山市
- 八木裕（1965 - 、元・阪神タイガース、 現・北海道日本ハムファイターズ一軍打撃コーチ ）:玉野市
- 水本勝己（1968 - 、元・広島東洋カープ、 現・オリックス・バファローズヘッドコーチ）:倉敷市
- サブロー（1976 - 、大村三郎、元・千葉ロッテマリーンズ、読売ジャイアンツ、 現・千葉ロッテマリーンズ二軍監督 ）:岡山市
- 髙橋信二（1978 - 、元・日本ハムファイターズ、オリックス・バファローズ、 現・オリックス・バファローズ打撃コーチ ）:津山市

#### 社会人野球・アマチュア現役選手
- 髙田萌生（元・東北楽天ゴールデンイーグルス、現・ショウワコーポレーション）:新見市
- 児山祐斗（元・東京ヤクルトスワローズ、現・シティライト岡山）:総社市
- 引地秀一郎（元・東北楽天ゴールデンイーグルス、現・ショウワコーポレーション）:岡山市
- 守屋功輝（元・阪神タイガース、現・日本製鉄鹿島）:倉敷市

#### 元選手
- 井野川利春（1908 - 76、元・阪急軍、東急・東映フライヤーズ監督、パシフィック・リーグ審判）:玉野市
- 山本英一郎（1919 - 2006、元・日本野球連盟会長）
- 三宅宅三（1922 - 2006、元・毎日オリオンズ）:倉敷市
- 土井淳（1933 - 元・大洋ホエールズ）:岡山市
- 秋山登（1934 - 2000、元・大洋ホエールズ）:岡山市
- 三宅秀史（1934 - 2021、元・阪神タイガース）:児島郡琴浦地区町（現・倉敷市児島）
- 八名信夫（1935　- 、元・東映フライヤーズ）:岡山市
- 横溝桂（1935 - 、元・広島東洋カープ）:総社市
- 石井茂雄（1939 - 2005、元・阪急ブレーブス）
- 高畠導宏（1944 - 2004、元・南海ホークス）:岡山市
- 大杉勝男（1945 - 92、元・東映フライヤーズ・日本ハムファイターズ、ヤクルトスワローズ）:勝田郡奈義町
- 片岡新之介（1947- 、元・西鉄ライオンズ・太平洋クラブライオンズ・阪神タイガース・阪急ブレーブス）:岡山県（生まれは広島県福山市）
- 西山敏明（1947 - 、元・広島東洋カープ）
- 平松政次（1947 - 、元・大洋ホエールズ 解説者）:高梁市
- 星野仙一（1947 - 2018、元・中日ドラゴンズ）:倉敷市（旧・児島郡福田町）
- 松岡弘（1947 - 、元・ヤクルトスワローズ 解説者）:倉敷市
- 森安敏明（1947 - 98、元・東映フライヤーズ）:玉野市
- 中室幹雄（1950 - 、元・読売ジャイアンツ）
- 奥江英幸（1950 - 、元・大洋ホエールズ）
- 仁科時成（1951 - 、元・ロッテオリオンズ）:浅口市
- 福井保夫（1952 - 、元・近鉄バファローズ、広島東洋カープ）:津山市
- 岡義朗（1953 - 、元・広島東洋カープ、南海ホークス、阪神タイガース）:玉野市
- 山根和夫（1955 - 、元・広島東洋カープ、西武ライオンズ）:真庭市
- 下田充利（1958 - 、元・日本ハムファイターズ）
- 柴原実（1960 - 、元・阪急ブレーブス・オリックスブレーブス・オリックスブルーウェーブ）
- 本間立彦（1964 - 、元・日本ハムファイターズ）
- 佐々木誠（1965 - 、元・南海ホークス、福岡ダイエーホークス、西武ライオンズ、阪神タイガース、ソノマカウンティ・クラッシャーズ 現・鹿児島城西高等学校野球部監督）:倉敷市
- 横谷総一（1965 - 、元・阪神タイガース 現・阪神タイガース広報）
- 坊西浩嗣（1968 - 、元・福岡ダイエーホークス）:玉野市
- 森廣二（1969 - 、元・ロッテオリオンズ・千葉ロッテマリーンズ、元中日ドラゴンズ）:倉敷市
- 吉原孝介（1969 - 、元・読売ジャイアンツ、中日ドラゴンズ、オリックス・バファローズ）
- 山本樹（1970 - 、元・ヤクルトスワローズ）:倉敷市
- 山原和敏（1970 - 、元・日本ハムファイターズ）:岡山市
- 平松一宏（1974 - 、元・中日ドラゴンズ、読売ジャイアンツ）:倉敷市
- 藤井裕（1976 - 、関西高等学校硬式野球部監督）:赤磐市
- 葛城育郎（1977 - 、元・オリックス・ブルーウェーブ、阪神タイガース）
- 吉年滝徳（1977 - 、元・広島東洋カープ）:総社市
- 橋本義隆（1979 - 、元・北海道日本ハムファイターズ、東京ヤクルトスワローズ、東北楽天ゴールデンイーグルス）:備前市
- 竹原直隆（1980 - 、元・埼玉西武ライオンズ）:岡山市東区
- 高橋一正（1980 - 、元・ヤクルトスワローズ）:倉敷市
- 山地隆（1982 - 、元・日本ハムファイターズ）:倉敷市
- 河本泰浩（1982 - 、元・社会人野球NTT西日本）
- 岡本直也（1983 - 、元・横浜ベイスターズ、東京ヤクルトスワローズ）:倉敷市
- 野本圭（1984 - 、元・中日ドラゴンズ）:岡山市南区
- 宮本賢（1984 - 、元・北海道日本ハムファイターズ）
- 大立恭平（1987 - 、元・福岡ソフトバンクホークス、読売ジャイアンツ）:岡山市
- 上田剛史（1988 - 、元・東京ヤクルトスワローズ）:岡山市南区
- 亀澤恭平（1988 - 、元・福岡ソフトバンクホークス、中日ドラゴンズ）:津山市
- 星野雄大（1988 - 、元・東京ヤクルトスワローズ）:岡山市南区
- 森田一成（1989 - 、元・阪神タイガース）:岡山市
- 星野大地（1993 - 、元・福岡ソフトバンクホークス）:岡山市
- 渡邊雄貴（1993 - 、元・横浜DeNAベイスターズ）:岡山市北区
- 難波侑平（1999 - 、元・北海道日本ハムファイターズ）:岡山市中区

### 重量挙げ
- 窪田登（1960年ローマオリンピックライトヘビー級7位）：倉敷市
- 平井一正（1976年モントリオールオリンピックフェザー級銅メダリスト）

### 大相撲
- 雲井川弁太夫関脇:旧・備中国
- 靏渡岡右エ門:旧・備前国
- 大鳴門太三郎:岡山市（旧・備前国御野郡）
- 春日森富三郎:岡山市（旧・備前国上道郡）
- 常ノ花寛市（31代横綱、元出羽海理事長）:岡山市
- 常曻正:岡山市
- 友ノ浦喬次:岡山市（旧・都窪郡）
- 岡ノ山喜郎:小田郡
- 山陽山淺一:笠岡市（旧・小田郡）
- 常ノ山勝正:倉敷市（旧・児島郡、児島）
- 常の山日出男:倉敷市（旧・児島郡、児島）
- 鷲羽山佳和:倉敷市（旧・児島市）
- 大邱山高祥:玉野市（旧・児島郡）
- 大鷹雅規:備前市（旧・和気郡）
- 高見藤英希:倉敷市玉島柏島（番付上は和気郡和気町）
- 琴国晃将:真庭市（旧・真庭郡勝山町）
- 龍巍生明:総社市

### プロレスリング
- 田村潔司（GLEAT）:岡山市
- 松井大二郎（GLEAT）:吉備郡真備町（現・倉敷市）
- 佐藤光留（パンクラスmission）:岡山市
- KAZE（元華☆激、元北九プロレスZ）:英田郡（現・美作市）
- 松岡巌鉄（旧・日本プロレス）:和気郡和気町
- 植田使徒（ZERO1）:新見市
- 横山佳和（ZERO1）:岡山市
- KAZUKI（元Jd'、JWP）:和気町
- 守部宣孝（元メビウス、元SUPER CREW、レスリングドリーマーズ）:岡山市
- 児玉裕輔（元WNC、元WRESTLE-1）:津山市
- 山本裕次郎（元シアタープロレス花鳥風月）:岡山市
- 天満のどか（東京女子プロレス）:津山市
- 愛野ユキ（東京女子プロレス）:津山市

### ボクシング
- 荒木哲:倉敷市
- 池山直
- ウルフ時光:高梁市
- 神崎靖浩:岡山市
- 清水聡（2012年ロンドンオリンピックバンタム級銅メダリスト）:総社市
- 辰吉丈一郎:倉敷市（児島）
- 晝田瑞希:岡山市
- 三谷大和:津山市
- 大和武士
- ユーリ阿久井政悟:倉敷市
- 和氣慎吾:岡山市
- 渡辺二郎:小田郡矢掛町

### 競馬
- 赤木高太郎（JRA元騎手）:和気町
- 福島信晴（JRA調教師）
- 古川吉洋（JRA騎手）
- 湯浅三郎（JRA元調教師）

### 自転車競技
- 出宮順一:玉島（現・倉敷市）
- 長迫吉拓（BMX）:笠岡市
- 吉田康則（元トラック競技ケイリン日本王者）:倉敷市

#### 競輪選手
- 石丸寛之:倉敷市
- 石本龍臣:津山市（元広島東洋カープ投手）
- 岩津裕介:倉敷市
- 柏野智典
- 小橋正義:玉野市
- 片岡克巳
- 黒田淳（元 BMX日本王者）:笠岡市
- 高木真備*:吉備郡真備町（現・倉敷市）
- 豊田知之:玉野市
- 重光啓代*:倉敷市（元 久光製薬スプリングス選手）
- 筒井敦史
- 筒井裕哉:倉敷市
- 本田晴美:美咲町
- 松枝義幸
- 松本信雄
- 三宅愛梨*:玉野市
- 三宅伸:玉野市
- 三宅勝彦:玉野市
- 三宅玲奈*:玉野市

### 柔道
- 金光弥一兵衛
- 藤原敬生（元明治大学柔道部監督）:和気町
- 真壁友枝

### 空手道
- 山本英雄（国士舘大学空手道部師範）:津山市

### その他のスポーツ選手
- 大森勇（男子バスケットボール）:瀬戸内市
- 大森兵蔵（近代スポーツの指導者、バスケットボールとバレーボールを初めて本格的に日本に紹介）
- 岡田秀樹（レーサー）
- 岡紀彦（パラリンピック・卓球）
- 岡山大樹(モトクロス:笠岡市、国際A級、開発ライダー・エンジニア)
- 尾関彩美悠（女子プロゴルファー）:倉敷市
- 木原光知子（水泳競技）:岡山市
- 桑木志帆（女子プロゴルファー）:岡山市
- 小林晋（ライフル射撃）
- 渋野日向子（女子プロゴルファー、2019年全英女子オープン優勝））:岡山市
- 髙橋大輔（フィギュアスケート・2010年バンクーバーオリンピック男子シングル銅メダリスト）:倉敷市
- 武鑓正芳（テニス）:岡山市
- 田中刑事（フィギュアスケート）:倉敷市
- 新田佳浩（パラリンピック・ノルディックスキー、2010年バンクーバーパラリンピック日本選手団主将、クラシカル10km及びスプリント1km金メダリスト）
- 野田樹潤（レーサー）：美作市（生まれは東京都）
- 服部茂章（レーサー）
- 原田武一（テニス・1926年世界ランキング7位）:倉敷市
- 藤井惠（総合格闘技）
- 藤田大和（総合格闘技）:倉敷市
- 藤本麻子（女子プロゴルファー）:津山市
- 守屋美穂（競艇選手）:倉敷市

## 報道関係

### アナウンサー・キャスター
NHK
（現在所属の放送局などは各人物の項目を参照すること）
- 赤木野々花:岡山市
- 井上あさひ:玉野市
- 北野剛寛:岡山市
- 塩田慎二:笠岡市
- 徳永圭一:岡山市
- 内藤啓史:岡山市
- 中野純一:倉敷市
- 名越章浩-解説委員、元瀬戸内海放送→NHK記者:新見市
- 原田裕和:岡山市
- 藤井康生:倉敷市
- 山下清貴:倉敷市

山陽放送
- 奥富亮子:岡山市
- 小林章子:岡山市
- 高畑誠-報道記者兼務、気象予報士:倉敷市

岡山放送
- 黒住祐介-気象予報士、現在は総務局付岡山エフエム放送に出向:岡山市
- 萩原渉
- 藤本紅美:岡山市

テレビせとうち
- 中島有香:岡山市

西日本放送
- 中桐康介:玉野市

瀬戸内海放送
- - 以下はキャストKSBパートナーズ所属キャスター
- 岡崎夢-リポーター
- 松木梨菜-アナウンサー:岡山市

上記以外の放送局
- 石田敦子-毎日放送、現在は東京支社テレビ編成部に異動:岡山市
- 内田拓志-テレビ新潟:岡山市
- 岡田健太郎-中京テレビ放送:岡山市
- 梶谷直史-フジテレビジョン
- 清田精二-福井放送、現在は報道制作局長:津山市
- 小林淳子-北日本放送、現在は販促事業部に異動:玉野市
- 諸國沙代子-読売テレビ:岡山市
- 西靖-毎日放送:岡山市
- 野上慎平-テレビ朝日:和気町
- 古市幸子-日本テレビ、現在は営業部に異動:岡山市
- 三宅宣行-熊本放送、元熊本県民テレビ:岡山市
- 森脇淳-東海テレビ放送、現在はスポーツ局長:真備町（現・倉敷市）
- 山﨑夕貴-フジテレビ:倉敷市
- 山本麻祐子-フジテレビ、現在は広報局に異動、元ニッポン放送:岡山市
- 山本雪乃-テレビ朝日:岡山市
- 若狭敬一-中部日本放送:倉敷市
- 渡邉結衣-日本テレビ:倉敷市

フリー・退職者
- 安藤あや菜-フリー（セント・フォース所属）、元青森テレビ:倉敷市、生まれは大阪市東淀川区
- 石田芳恵-フリー（圭三プロダクション所属）、元山陽放送:玉野市
- 石村理香-フリー（グループ トーキング・アイ代表者）、元テレビせとうち
- 遠藤寛子-フリー、おかやまアナウンス・ラボ講師、元山陽放送、現在も同局の番組に出演:浅口市
- 大倉聡-元瀬戸内海放送（キャストKSBパートナーズ所属）→長崎放送:岡山市
- 押阪忍-フリー（エス・オー・プロモーション代表取締役会長）、元日本教育テレビ（NETテレビ・現・テレビ朝日）:津山市
- 河原祥子-フリー（オフィスキイワード所属）、元テレビ高知→元山陽放送:岡山市
- 木島京子-フリー（圭三プロダクション所属）、元山陽放送:岡山市
- 末田倫子-フリー、元山陽放送
- 多賀公人-元瀬戸内海放送:玉野市
- 武内陶子-元NHK:倉敷市
- 千年屋俊幸-元テレビ大阪、アナウンス部長:総社市
- 辻文香-元山陽放送:岡山市
- 中島千晶-フリー（グループ トーキング・アイ所属）:倉敷市
- 中村淳平-元NHK:新見市
- 楢崎房江-フリー、元テレビせとうち→元山陽放送契約リポーター:岡山市
- 西野友子-元テレビせとうち:岡山市
- 久本真菜-フリー、元瀬戸内海放送（キャストKSBパートナーズ所属）→元テレビ神奈川
- 淵本恭子-フリー、元岡山放送
- 舩岳美希-元テレビせとうち:岡山市
- 保崎弥緒-元テレビせとうち
- 村松美保-元テレビせとうち:真庭市
- 守口香織-元RSK山陽放送、報道記者兼務
- 森下真由美-元山陽放送:岡山市
- 森田恵子-フリー、おかやまアナウンス・ラボ代表取締役、元瀬戸内海放送→元NHK岡山放送局契約キャスター:玉野市
- 山口未翼-元三重テレビ放送:備前市
- 山崎弘士-ラジオパーソナリティー、元KBS京都アナウンサー→ラジオ局長→常務取締役→顧問、現在も同局の番組に出演:津山市

## 経済人・実業家
- 明石照男（銀行家。元第一銀行頭取）:和気郡英保村（現・備前市吉永町）
- 石川康晴（株式会社ストライプインターナショナル代表取締役社長）:岡山市
- 磯崎眠亀（花むしろ「錦莞莚（きんかんえん）」を発明）:都宇郡帯江新田村（現・倉敷市茶屋町）
- 伊藤謙介（元京セラ会長）:川上郡成羽町（現・高梁市）
- 井上公二（帝国生命保険社長）:高梁市
- 内山完造（元・内山書店経営者）:後月郡芳井村（現・井原市）
- 相賀武夫（小学館および集英社の創業者）:都窪郡加茂村（現・岡山市）
- 大賀昭司（大黒天物産創業者・社長）：玉野市
- 太田克史（編集者）:倉敷市
- 大田弘之（元テレビせとうち会長）:川上郡川上町（現・高梁市）
- 大橋洋治（元・全日空社長）:高梁市
- 大原孝四郎（実業家、孫三郎の父）
- 大原總一郎（実業家、孫三郎の長男）
- 大原孫三郎（実業家・社会事業家。倉敷紡績などの社長。大原社会問題研究所（現・法政大学大原社会問題研究所）・大原奨農会農業研究所（現・岡山大学資源植物科学研究所）・大原美術館・倉敷中央病院などを創設。）:倉敷村（現・倉敷市）
- 岡崎嘉平太（元・全日空社長、名誉県民）:賀陽郡大和村（現・吉備中央町）
- 神社柳吉（元倉敷紡績社長）:総社市
- 川口鷲太郎（ロンシール工業創業者）
- 川上始（元阪神相互銀行社長）:高梁市
- 木村正明（株式会社ファジアーノ岡山スポーツクラブ社長）:岡山市
- 國貞克則（経営コンサルタント）:備前市
- 小池明夫（元北海道旅客鉄道社長・会長）:高梁市
- 神保吉寿（チェンジホールディングス創業者）:岡山市
- 杉本京太（和文タイプライターを発明）:上道郡浮田村
- 田邊隆二（京都電燈社長、初代関西配電（現・関西電力）社長）:倉敷市
- 土和広（クボタケミックス社長）:総社市
- 土光敏夫（元IHI社長、元東芝社長・会長、元経団連会長、名誉県民）:御野郡大野村（現・岡山市北区）
- 同前雅弘（大和証券社長・副会長）
- 戸田止戈夫（初代戸田工業社長・創業者）:井原市
- 中山幸市（ハウスメーカー太平住宅を創業）
- 西江肇司（ベクトル創業者・会長）：倉敷市
- 沼田伸彦（元サンテレビ社長、元デイリースポーツ社長）:高梁市
- 沼本雅文（元エムジーリース社長）
- 野﨑武左衛門（塩田開発者）:児島郡味野地区村児島
- 橋本徹（元富士銀行会長）:高梁市
- 林荘太郎（元兼松社長）:倉敷市
- 馬場恒吾（ジャーナリスト・政治評論家・実業家）:岡山市
- 治山正史（はるやま商事社長）:玉野市
- 蛭田道夫（元日本環境認証機構社長）:高梁市
- 福武總一郎（ベネッセホールディンクス最高顧問）
- 福武哲彦（元福武書店社長）
- 藤井立志（富山軽銀社長、協和発酵創業者の一人）:矢掛町
- 古川利彦（ソディック創業者・名誉会長）:倉敷市
- 松田敏之（両備ホールディングス社長、両備システムズ社長、サルボ両備社長）
- 美土路昌一（全日本空輸初代社長、元朝日新聞社社長）:苫田郡一宮村（現・津山市）
- 宮原耕治（第18代日本郵船社長、元日本経済団体連合会副会長）：児島（現・倉敷市）
- 森一兵（元名古屋新聞社長、ジャーナリスト・写真家）:勝田郡吉野村（現・勝央町）
- 森寿五郎（丸善石油会長）:高梁市
- 守分十（元中国銀行頭取）:浅口郡乙島村（現・倉敷市）
- 安原裕（元富士紡会長）:高梁市
- 矢野恒太（第一生命保険創業者）:上道郡角山村（現・岡山市東区）
- 山内隆司（大成建設代表取締役会長）:邑久郡邑久町（現・瀬戸内市）
- 山田英生（山田養蜂場社長）
- 山本発次郎（元山発商店社長、大阪中之島美術館設立由来）:上房郡水田村（現・真庭市）
- 山本唯三郎（船成金）：久米郡鶴田（現・岡山市北区）

## 架空の人物・キャラクター
- 財前五郎（『白い巨塔』）：和気郡
- 赤西瑛梨華（『アイドルマスター シンデレラガールズ』）
- 乙倉悠貴（『アイドルマスター シンデレラガールズ』）
- 藤原肇（『アイドルマスター シンデレラガールズ』）
- 鈴木羽那（『アイドルマスター シャイニーカラーズ』）
- 吉村公三（『ウルトラマンA』）:牛窓町（現・瀬戸内市）
- えりぴよ（『推しが武道館いってくれたら死ぬ』）：岡山市
- 市井舞菜（『推しが武道館いってくれたら死ぬ』）：倉敷市
- 五十嵐れお（『推しが武道館いってくれたら死ぬ』）：勝田郡
- 松山空音（『推しが武道館いってくれたら死ぬ』）：岡山市
- 寺本優佳（『推しが武道館いってくれたら死ぬ』）：玉野市
- 横田文（『推しが武道館いってくれたら死ぬ』）：新見市
- 天月みちる（『たくのみ。』）
- 桜衣乃（『おちこぼれフルーツタルト』）

## 岡山県にゆかりのある人物

### 親族が岡山県出身
- 菅直人:政治家、第94代内閣総理大臣、両親が岡山県出身。父は菅寿雄はセントラル硝子元常務、祖父菅實は久米郡医師会会長、久米郡会議員を歴任。
- 緒方貞子:日本人初の国連難民高等弁務官。曽祖父が第29代内閣総理大臣犬養毅
- 妹島和世:日本を代表する建築家。日本建築学会賞やプリツカー賞受賞者。父が岡山県出身。
- 宇垣美里：フリーアナウンサー。父が岡山県出身。
- 大森日雅：声優。父、祖父が岡山市出身。
- 緒方竹虎：山形県山形市生まれの政治家。祖父が後月郡（現・井原市）出身。
- 加藤シゲアキ：ジャニーズアイドルグループNEWSのメンバー。父が総社市出身。かつ父方の祖父母が岡山県在住。
- ケンドーコバヤシ：お笑い芸人。両親の祖父母と両親が美作市出身。
- 児嶋一哉：お笑いコンビアンジャッシュ。妻である元タレントの坪井志津香が倉敷市出身。
- 角南攻：週刊少年ジャンプ2代目編集長、ビジネスジャンプ初代編集長。両親が岡山県（鏡野町と児島）の出身で先祖代々より医者の家系。また幼少期の疎開先が岡山。
- 土村芳：女優。義理の兄（姉・土村萌の夫）が岡山県出身。
- 花江夏樹：声優。祖父が御津郡御津町（現・岡山市北区）出身。
- 日笠陽子：声優。祖父が岡山県出身。
- 藤原審爾・藤真利子父娘：作家・女優。父、祖父が備前市出身。
- 福井弘文：元東北放送アナウンサー、ディレクター。両親のどちらかが岡山県出身。
- 村田諒太：プロボクサー、ロンドン五輪ミドル級 の金メダリスト 。父方の祖父母が笠岡市大島中 在住。
- 吉行和子・吉行理恵姉妹：女優・作家。両親（父・吉行エイスケ、母・吉行あぐり）が岡山市出身。

### 岡山県にルーツを持つ
- 黒田重隆、黒田職隆、黒田孝高三代 - 伝・備前国邑久郡福岡村（現・岡山県瀬戸内市長船町）出身。

### 名誉県民等
- 加計勉:教育者（教員）・実業家。広島県豊田郡安芸津町（現・東広島市）出身。岡山理科大学を筆頭とする加計学園グループの設立者。高梁市名誉市民。

### 岡山県で高等教育を受けた
- 大谷健太郎 :映画監督 。京都府生まれ。岡山県立林野高等学校 卒。
- 大鳥圭介:幕末・明治の政治家・外交官。閑谷学校で5年間学ぶ。
- 郭沫若:中国の文学者・歴史家。第六高等学校 (旧制)に留学。
- 岸信介 :第56・57代内閣総理大臣。山口県吉敷郡山口町 （現・山口市 ）生まれだが岡山市立内山下 小学校から岡山中学校 に進学し、山口中学校 に転校。
- 高畑勲:映画監督、アニメーション演出家、プロデューサー。父（高畑浅次郎）が岡山一中校長となり岡山市へ転居。新制の岡山県立岡山朝日高等学校卒業。
- 谷口智彦:雑誌記者。岡山県立岡山朝日高等学校卒業。
- 張文環:台湾の小説家。岡山中学校卒。
- 陳逸松:台湾の弁護士。岡山二中、第六高等学校卒。
- 秦佐八郎:細菌学者。14歳で秦家より養子に迎えられ、私立岡山薬学校（現:関西高等学校）、第三高等中学校医学部（現:岡山大学医学部）を卒業。
- 松岡健介：競輪選手。兵庫県養父市出身。川崎医療福祉大学出身。
- 森谷司郎:映画監督。『八甲田山』など。岡山県立岡山朝日高等学校卒業。
- 眞栄田郷敦:俳優。京都出身。明誠学院高等学校特別芸術コース吹奏楽系を卒業。

### 岡山県で主要な公職にあった
- 阿部俊子 :衆議院議員（比例中国ブロック →岡山3区 ）。宮城県石巻市 出身。
- 岡﨑平夫:元岡山市長（第22 - 26代）。広島県芦品郡新市町（現・福山市）出身。
- 加藤勝信:衆議院議員（比例中国ブロック→岡山5区）。東京都出身。加藤六月の女婿。
- 吉備津彦命:孝霊天皇の皇子。四道将軍の1人で、西道に派遣されたという。
- 熊沢蕃山:陽明学者。岡山藩主池田光政に招聘され藩政改革に努める。
- 小早川秀秋:安土桃山時代の武将。関ヶ原の戦い後に岡山城主となる。
- 小堀政一（小堀遠州）:大名、茶人、建築家、作庭家、書家。備中松山藩第2代藩主。江戸時代を代表する茶人であり作庭家）。1600年から1617年頃にかけて現在の高梁市に往来し備中国奉行として政務を行う傍ら頼久寺庭園を作庭。
- A・L・サドラー:イギリスの日本文学・文化研究者、シドニー大学名誉教授。第六高等学校で教えた。
- 高井崇志:衆議院議員（比例中国ブロック）。北海道函館市出身。
- 寺田熊雄:元参議院議員、元岡山市長（第21代）。出身は東京府。
- 橋本富三郎:元岡山市長（第17代）。滋賀県甲賀郡水口町（現・甲賀市水口町）出身。
- 早川正紀:美作国久世及び備中国笠岡の代官。
- 村田吉隆:元衆議院議員（旧岡山2区→岡山5区→比例中国ブロック）。静岡県静岡市出身。
- 渡辺和子 :キリスト教カトリック修道女 。36歳でノートルダム清心女子大学 の学長になり、半世紀にわたり岡山市で教育に取り組んだ。
- 良寛:江戸後期の僧侶、歌人、漢詩人、書家:生まれは越後国。22歳で玉島（倉敷市）の円通寺の国仙和尚に師事。

### 岡山県在住、居住歴あり
- アンジェラ・アキ：シンガーソングライター。中学校時代に岡山市で過ごした。父はイーオン（旧本社・岡山市）創業者の安藝清。
- 池田達郎：NHKアナンサー。初任地がNHK岡山放送局。
- 石井十次：岡山で日本初の孤児院を創設、「児童福祉の父」と言われる、「岡山四聖人」の一人。
- 伊東敏恵：NHKアナウンサー。初任地が岡山局。
- 岩田明子：ジャーナリスト、元NHK解説委員。NHK時代の初任地が岡山局。
- 魚住優：元NHKアナウンサー。初任地が岡山局。
- 大越健介：ジャーナリスト、元NHK記者。NHK時代の初任地が岡山局。
- 岡田愛マリー：テレビ愛知アナウンサー。最初の就職先が岡山放送。
- 河端朋之：鳥取県琴浦町出身。競輪選手登録地が岡山県。
- 小沼みのり：元静岡放送アナウンサー。最初の就職先が岡山放送。
- 佐藤友祈：車いす陸上競技選手 。リオデジャネイロパラリンピック 車いす陸上男子400m T52及び1500m T52銀メダリスト。
- 柴田祐規子：NHKアナウンサー。初任地が岡山局。
- 鈴木俊光：元東北放送アナウンサー。最初の就職先が山陽放送。
- 塚原愛：NHKアナウンサー。初任地が岡山局。
- 寺口淳治：キュレーター。 平櫛田中美術館で学芸員を務めた。
- 銅谷志朗：元テレビ朝日アナウンサー。最初の就職先が山陽放送。
- 中西悠理：フリーアナウンサー。最初の就職先が岡山放送。
- 南波雅俊：TBSテレビアナウンサー、元NHKアナウンサー。NHK時代の初任地が岡山局。
- 西谷康彦：兵庫県尼崎市出身。競輪選手登録地が岡山県。
- 羽川英樹：フリーアナウンサー。元読売テレビアナウンサー。最初の就職先が山陽放送。
- banvox：DJ。兵庫県生まれだが、小学校を卒業するまでは岡山県で過ごした。
- 姫野美南：NHKアナウンサー。初任地が岡山局。
- 船岡久嗣：元NHKアナウンサー。初任地が岡山局。
- 星麻琴 : NHKアナウンサー。初任地が岡山局。
- 堀潤：ジャーナリスト、元NHKアナウンサー。NHK時代の初任地が岡山局。
- ホルコムジャック和馬：NHKアナウンサー。初任地が岡山局。
- 宮間あや：元女子サッカー選手。岡山湯郷Belleに所属。
- 望月祐多：実業家、元俳優、元声優。加賀郡吉備中央町で農園を経営。
- 森本毅郎：フリーアナウンサー、元NHKアナウンサー。NHK時代の初任地が岡山局。
- 矢崎智之：NHKアナウンサー。初任地が岡山局。
- 湯木博恵：バドミントン選手。全英オープンで通算4度の優勝。広島県生まれ、岡山市育ち。
- 横溝正史：小説家。吉備郡岡田村（現・倉敷市真備町岡田）に疎開。
- 和久田麻由子：NHKアナウンサー。初任地が岡山局。

### その他
- アリス・ペティ・アダムス :宣教師。「岡山四聖人」。
- イライザ・タルカット :宣教師。
- オラメル・ギューリック :宣教師。
- 萩原雄祐 :天文学者。岡山天体物理観測所 の設立に尽力。
- 藤田傳三郎 :児島湾干拓事業を推進させた実業家。岡山市南区藤田 の地名由来者。